# Plaskreek
De Plaskreek is een kreek en natuurgebied ten oosten van Hoofdplaat, gelegen in de Hoofdplaatpolder.
De kreek is een overblijfsel van een getijdegeul in het vroegere schor. Ze heeft tegenwoordig een uitwateringsfunctie en komt, samen met het Uitwateringskanaal Nol Zeven, uit bij de spuisluis ten oosten van Hoofdplaat, waar uitgewaterd wordt op de Westerschelde..
De weilanden langs de Plaskreek werden midden jaren 90 van de 20e eeuw verworven door de Stichting Het Zeeuwse Landschap en opnieuw ingericht. De ophoging van de kreekoevers werd verwijderd zodat een geleidelijke overgang ontstond. Op sommige plaatsen ontwikkelt zich een zoutminnende vegetatie en op andere plaatsen is de vegetatie meer kenmerkend voor zoetere omstandigheden.
Tegenwoordig vormen de weilanden een weidevogelgebied.